# Jan Ventura Solsona
Jan Ventura Solsona, Juan Ventura Solsona (ur. 1875 w Villahermosa del Río, Castellón, zm. 17 września 1936 w zamku w Villahermosa del Río) – hiszpański Błogosławiony Kościoła katolickiego.

## Życiorys
Pochodził z religijnej rodziny; jego ojciec zmarł, gdy był dzieckiem. Zdobył stypendium w Kolegium kościelnym w Walencji, a w 1901 roku otrzymał święcenia kapłańskie. W czasie wojny domowej w Hiszpanii został aresztowany. Poniósł śmierć męczeńską w dniu 17 września 1936 roku. Jest jedną z ofiar antykatolickich prześladowań religijnych okresu wojny domowej w Hiszpanii.
Jana Venturę Solsona beatyfikował Jan Paweł II 11 marca 2001 roku jako męczennika zamordowanego z nienawiści do wiary (łac. odium fidei) w grupie 232 towarzyszy Józefa Aparicio Sanza.